# Oligia cana
Oligia cana är en fjärilsart som beskrevs av Otto Staudinger 1871. Oligia cana ingår i släktet Oligia och familjen nattflyn. Inga underarter finns listade i Catalogue of Life.